# Arthur Bonus

Arthur und Beate Bonus, um 1900

Arthur Bonus (* 21. Januar 1864 in Neu-Prussy, Westpreußen; † 6. April 1941 in Lengenfeld unterm Stein) war ein evangelischer Pfarrer, Autor und Vertreter eines germanisierten Christentums.

## Leben
Nach dem Besuch eines Berliner Gymnasiums studierte Bonus evangelische Theologie an der Friedrich-Wilhelms-Universität Berlin. 1893 wurde er für die Evangelische Landeskirche der älteren Provinzen Preußens Pfarrer in einer Fabrikarbeitergemeinde in der Nähe von Luckenwalde, 1895 übernahm er die Pfarre in Groß Muckrow in der Niederlausitz. Am 10. Oktober desselben Jahres heiratete er die Malerin Beate Jeep. Das Ehepaar Bonus verband eine enge Freundschaft mit Karl Kollwitz und Käthe Kollwitz. 1904 ließ Bonus sich in den Ruhestand versetzen, weil er im Jahr zuvor bei einem Brand seines Hauses schwer verletzt worden war. Seitdem lebte er als freier Schriftsteller in Dresden (1904–1906), danach in der Nähe von Florenz (1906–1914) und bei München (1914–1921).
Bonus war der wichtigste theologische Autor des Diederichs-Verlages. Um der bürgerlichen Entkirchlichung zu begegnen, forderte er die „Germanisierung des Christentums“ als die Vollendung der lutherischen Reformation und die Rückbesinnung auf das „urtümlich germanische Element unserer Religion“. Seit jungen Jahren fasziniert von den nordgermanischen Sagen, sah Bonus in der germanischen Literatur das Hilfsmittel schlechthin, um ein „deutsches Christentum“ zu etablieren. Nach der Veröffentlichung der dreibändigen Sagensammlung Isländerbuch (1907), die zu seinem größten literarischen Erfolg wurde, erschien 1911 mit Zur Germanisierung des Christentums der erste Band der geplanten vierbändigen Reihe Zur religiösen Krisis. Seine religiöse Konzeption orientierte sich an Paul de Lagarde und Friedrich Nietzsche.
Von 1917 bis 1921 war Bonus Redakteur der Zeitschrift Der Kunstwart. 1921 war er an der Gründung des Bundes für deutsche Kirche beteiligt. Von 1921 bis 1923 unterrichtete er an der Odenwaldschule Latein und Religion. 1923 kam er als Lehrer nach Bischofstein im Eichsfeld.
Als Käthe Kollwitz zu Beginn der NS-Zeit im Zuge der kulturellen Gleichschaltung 1933 zum Austritt aus der Preußischen Akademie der Künste gezwungen wurde, setzte Bonus sich für ihre Rehabilitierung ein.
Bonus’ Rolle im NS-Staat ist als ambivalent einzustufen. Seine Theorien wurden von der im Juli 1933 gegründeten Arbeitsgemeinschaft Deutsche Glaubensbewegung (ADG, ab 1934: DG) aufgegriffen, Bonus selbst trat ihr jedoch erst im Januar 1934 bei. Auf diese Mitgliedschaft weist er auch in einem Schreiben vom März 1934 an den Thüringer Landrat hin, in dem er seine Kommentare zu Hitlers Mein Kampf rechtfertigt.
„Wie nah Bonus der NSDAP und ihrem „Führer“ tatsächlich steht, ist eine offene Frage; der Partei tritt er jedenfalls nicht bei.“ 1935 trat er schließlich wieder aus der DG aus. Seine Unzufriedenheit mit der Organisation gründete, wie er selbst sagte, auf deren zunehmender anti-kirchlicher Ausrichtung und Ablehnung von „Fremdeinflüssen“. In der Folgezeit sympathisierte Bonus mit den Thüringer Deutschen Christen, die sich ideologisch auf seine Ideen von der „Germanisierung des Christentums“ beriefen.
Dass das Gedankengut des Schriftstellers nach wie vor von „völkischen Ideen zum (Art-) Eigenen“ geprägt war, wird anhand des Werkes Von Tod und Tapferkeit – Neue Besinnungen über deutschen Glauben ersichtlich, das 1938 im Verlag Deutsche Christen erschien: Abgesehen von dem erneuten Rückbezug auf die germanischen Völker und dem Aufgreifen sozialdarwinistischer Ideen stellt Bonus hier im Sinne der nationalsozialistischen Rassenideologie eine Blutlinie von Jesus über Luther bis zu dem deutschen Volk der 1930er Jahre her.
1938 wurde Bonus von den Thüringer Deutschen Christen zum Ehrenmitglied ernannt.
Am 6. April 1941 starb er auf Schloss Bischofstein und wurde auf dem Bergfriedhof beerdigt.

## Monographien
- Zwischen den Zeilen. Erzählungen. Heilbronn 1895
- Von Stöcker zu Naumann. Ein Wort zur Germanisierung des Christentums. Heilbronn 1896
- Deutscher Glaube. Träumereien aus der Einsamkeit. Heilbronn 1897; 2. Auflage, 1901
- Der Gottsucher. Hymnen und Gedichte. Heilbronn 1898
- Religion als Schöpfung. Erwägungen über die religiöse Krisis. Jena 1902, Digitalisat
- Vom Kulturwert der deutschen Schule. Jena 1904, Digitalisat
- Der lange Tag. Meditationen. Heilbronn 1905
- Isländerbuch. Sammlung altgermanischer Bauern- und Königsgeschichten. München 1907; 2. Auflage, 1921; 6. Auflage, 1935
- Die Kirche (Die Gesellschaft, Band 26). Frankfurt a. M. 1909
- Wider die Irrlehre des Oberkirchenrats. Jena 1911
- Vom neuen Mythos. Eine Prognose. Jena 1911
- Religiöse Spannungen. Prolegomena zu einem neuen Mythos. Jena 1912
- Religion als Wille. Grundlegendes zur neuen Frömmigkeit. Jena 1915
- Für welchen Weltgedanken kämpfen wir? (Flugschrift des Dürerbundes, Band 144). München 1915
- Geschichte des Skalden Egil Skallagrimssohn (Der Schatzgräber, Band 29). München 1922
- Die Geschichte von den Verbündeten. Ein altisländischer Schwank (Kunstwart Bücherei, Band 16). München 1924
- Nordgermanische Balladen der Frühzeit. Hanseatische Verlags Anstalt, Hamburg 1937